# Kragenæs

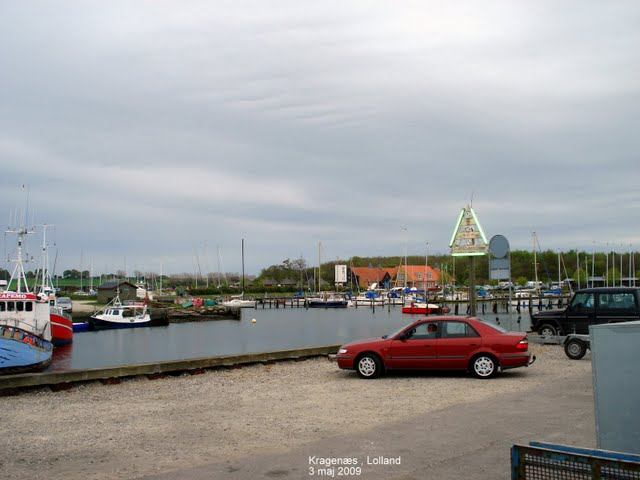
Kragenæs (2009)

Kragenæs ist eine dänische Hafenstadt mit weniger als 200 Einwohnern am Smålandsfarvandet im Norden von Lolland, 10 km östlich von Horslunde, 19 km nordöstlich von Nakskov und 24 km nordwestlich von Maribo. Bis 1970 gehörte sie zur Harde Lollands Nørre Herred im damaligen Maribo Amt, danach zur Ravnsborg Kommune im Storstrøms Amt, die im Zuge der Kommunalreform zum 1. Januar 2007 in der Lolland Kommune in der Region Sjælland aufgegangen ist. Von Kragenæs aus gehen Fährverbindungen zu den Inseln Fejø und Femø. Südlich vom Fährhafen liegt ein Yachthafen.
Kragenæs gehört zur Kirchspielsgemeinde (dän.: Sogn) Birket Sogn. Die Kirche von Birket befindet sich im Dorf Lindet 4 km südwestlich von Kragenæs.

## Einrichtungen
Die Stadt hat ein Lebensmittelgeschäft. Kragenæshus bietet Betreutes Wohnen für Menschen mit eingeschränkter körperlicher Leistungsfähigkeit aufgrund angeborener Hirnschäden.
Kragenæs ist ein touristisches Ziel. Südlich des Fährhafens gibt es einen Yachthafen, der 1993 erweitert wurde und zusammen mit einem Campingplatz betrieben wird.
Etwa 1 km südlich des Hafens befindet sich Dodekalitten, ein moderner Steinkreis des Bildhauers Thomas Kadziola.

## Geschichte
Auf Ravnsby Bakke 4 km südlich von Kragenæs befindet sich der Wall Ravnsborg, der der Gemeinde Ravnsborg ihren Namen gab, zu der Kragenæs von 1970 bis 2006 gehörte.
1899 beschrieb Trap Kragenæs wie folgt: „Kragenæs med Havn (anlagt 1879, uddybet i de sidste Aar til omtr. 12 F.), hvorfra Færgefart til Fejø, Kro og Købmandsforretn.“ (deutsch: „Kragenæs mit Hafen (erbaut 1879, in den letzten Jahren auf ca. 12 Faden vertieft), mit Fährverbindung nach Fejø, Gasthof und Einzelhandelsgeschäft.“)